# 時津浪朋納
時津浪 朋納（ときつなみ とものり、1934年7月27日 - 1996年8月11日）は、青森県三戸郡三戸町出身で時津風部屋に所属した元大相撲力士。本名は和田 朋納（わだ とものり）。173cm、101kg。最高位は西十両4枚目。得意技は右四つ、寄り。

## 経歴
1953年9月場所に初土俵。元々身長が新弟子検査の当時の基準である173cmに満たなかったが、鏡里の取り成しが出羽海理事長に聞き届けられ、入門を許されたと伝わる。
1961年1月場所に十両昇進、1965年5月場所に廃業。廃業後は千葉県で茶屋や東京都江東区で相撲茶屋「時津浪」を経営した。元々実家の料亭を継いだが、時津浪がこれをちゃんこ専門店にしたのが相撲茶屋「時津浪」であった。いわゆる「インスタ映え」する軍鶏がメインのちゃんこ鍋も時津浪が先駆け的に取り入れたという。
60歳で脳梗塞を患い、1996年8月11日に死去。ちゃんこ店を継いだ娘は時津浪が晩年に「オレは死ぬことなんかちっとも怖くない」「あっちへ行ったら、またあの双葉山関に会えるから」と言っていたことを2018年の相撲雑誌で伝えた。

## 主な成績
- 通算成績：328勝325敗1休 勝率.502
- 十両成績：156勝189敗 勝率.452
- 現役在位：63場所
- 十両在位：23場所
- 各段優勝
  - 序二段優勝：1回（1954年1月場所）

### 場所別成績
| | 一月場所 初場所（東京） | 三月場所 春場所（大阪） | 五月場所 夏場所（東京） | 七月場所 名古屋場所（愛知） | 九月場所 秋場所（東京） | 十一月場所 九州場所（福岡） |
| --- | ----------------------- | ----------------------- | ----------------------- | --------------------------- | ----------------------- | --------------------------- |
| 1953年 （昭和28年） | x                       | x                       | x                       | x                           | 新序 3–0                | x                           |
| 1954年 （昭和29年） | 東序二段52枚目 優勝 8–0 | 東三段目57枚目 5–3      | 東三段目37枚目 4–4      | x                           | 西三段目34枚目 5–3      | x                           |
| 1955年 （昭和30年） | 東三段目21枚目 4–4      | 西三段目15枚目 2–6      | 東三段目21枚目 3–5      | x                           | 西三段目25枚目 4–4      | x                           |
| 1956年 （昭和31年） | 西三段目23枚目 4–4      | 東三段目20枚目 5–3      | 東三段目7枚目 6–2       | x                           | 西幕下63枚目 5–3        | x                           |
| 1957年 （昭和32年） | 西幕下55枚目 3–5        | 西幕下59枚目 4–4        | 西幕下58枚目 5–3        | x                           | 西幕下47枚目 5–3        | 西幕下36枚目 5–3            |
| 1958年 （昭和33年） | 西幕下29枚目 5–3        | 西幕下25枚目 3–5        | 東幕下30枚目 3–5        | 東幕下36枚目 5–3            | 東幕下31枚目 5–3        | 西幕下22枚目 2–6            |
| 1959年 （昭和34年） | 東幕下34枚目 5–3        | 東幕下31枚目 5–3        | 東幕下26枚目 4–3–1      | 東幕下24枚目 4–4            | 西幕下23枚目 5–3        | 東幕下18枚目 4–4            |
| 1960年 （昭和35年） | 西幕下19枚目 6–2        | 西幕下6枚目 4–4         | 西幕下5枚目 5–3         | 西幕下筆頭 4–3              | 西幕下筆頭 4–3          | 東幕下筆頭 4–3              |
| 1961年 （昭和36年） | 西十両19枚目 8–7        | 東十両16枚目 10–5       | 西十両7枚目 7–8         | 東十両8枚目 6–9             | 東十両12枚目 7–8        | 西十両13枚目 9–6            |
| 1962年 （昭和37年） | 東十両7枚目 8–7         | 西十両4枚目 6–9         | 西十両8枚目 5–10        | 西十両12枚目 6–9            | 西十両16枚目 7–8        | 西十両17枚目 8–7            |
| 1963年 （昭和38年） | 東十両11枚目 6–9        | 西十両14枚目 7–8        | 東十両16枚目 4–11       | 東幕下2枚目 5–2             | 西十両17枚目 9–6        | 東十両14枚目 7–8            |
| 1964年 （昭和39年） | 東十両15枚目 8–7        | 東十両9枚目 5–10        | 西十両12枚目 6–9        | 東十両16枚目 8–7            | 東十両13枚目 5–10       | 東幕下筆頭 5–2              |
| 1965年 （昭和40年） | 東十両17枚目 4–11       | 東幕下5枚目 2–6         | 西幕下15枚目 引退 3–4–0 | x                           | x                       | x                           |
| 各欄の数字は、「勝ち-負け-休場」を示す。 優勝 引退 休場 十両 幕下 三賞：敢=敢闘賞、殊=殊勲賞、技=技能賞 その他：★=金星 番付階級：幕内 - 十両 - 幕下 - 三段目 - 序二段 - 序ノ口 幕内序列：横綱 - 大関 - 関脇 - 小結 - 前頭（「#数字」は各位内の序列） |                         |                         |                         |                             |                         |                             |

## 改名歴
- 和田 朋納（わだ とものり）1953年9月場所 - 1954年3月場所
- 時津浪 昭納（ときつなみ あきのり）1954年5月場所 - 1961年1月場所
- 時津浪 朋納（ときつなみ とものり）1961年3月場所 - 1965年5月場所